# OEC Taipei WTA Challenger 2014
L'OEC Taipei WTA Challenger 2014 (precedentemente noto come OEC Taipei Ladies Open) è stato un torneo professionistico di tennis femminile giocato sul sintetico indoor. È stata la 7ª edizione del torneo, che fa parte del WTA Challenger Tour 2014. Si è giocato a Taipei in Taiwan dal 3 al 9 novembre 2014.

## Partecipanti

### Teste di serie
| Nazionalità | Giocatrice               | Ranking* | Testa di serie |
| ----------- | ------------------------ | -------- | -------------- |
| Germania    | Anna-Lena Friedsam       | 81       | 1              |
| Thailandia  | Luksika Kumkhum          | 85       | 2              |
| Cina        | Zheng Saisai             | 94       | 3              |
| Russia      | Alla Kudrjavceva         | 97       | 4              |
| Austria     | Patricia Mayr-Achleitner | 105      | 5              |
| Russia      | Vitalija D'jačenko       | 107      | 6              |
| Cina        | Wang Qiang               | 111      | 7              |
| Giappone    | Kimiko Date-Krumm        | 116      | 8              |

* Ranking al 27 ottobre 2014.

### Altre partecipanti
Giocatrici che hanno ricevuto una wild card:
- Chan Hao-ching
- Chan Yung-jan
- Chang Kai-chen
- Hsieh Su-wei

Giocatrici che sono passate dalle qualificazioni:
- Shūko Aoyama
- Ana Bogdan
- Tamarine Tanasugarn
- Kateřina Vaňková

## Campionesse

### Singolare
Vitalija D'jačenko ha sconfitto in finale  Chan Yung-jan per 1-6, 6-2, 6-4.
- È il primo titolo in carriera per la D'jačenko.

### Doppio
Chan Hao-ching /  Chan Yung-jan hanno sconfitto in finale  Chang Kai-chen /  Chuang Chia-jung per 6-4, 6-3.